# Heide Froning-Kehler
Heide Froning-Kehler (* 12. Oktober 1943 in Schweinfurt) ist eine deutsche Klassische Archäologin.

## Leben
Heide Froning wurde 1970 mit der Arbeit Dithyrambos und Vasenmalerei in Athen an der Universität Würzburg bei Erika Simon promoviert. 1972/73 war sie Inhaberin des Reisestipendiums des Deutschen Archäologischen Instituts. Nach der Rückkehr nach Deutschland wurde sie wissenschaftliche Assistentin in Würzburg. Die Habilitation erfolgte 1979, Thema der Arbeit war Marmor-Schmuckreliefs mit griechischen Mythen im 1. Jh. v. Chr. Untersuchung zu Chronologie und Funktion. Mit der Habilitation wurde Froning zur Privatdozentin ernannt, von 1980 bis 1985 war sie zudem Akademische Rätin, seit 1985 Akademische Oberrätin und außerplanmäßige Professorin. 1987/88 vertrat sie den Würzburger Lehrstuhl, 1990 vertrat sie den Lehrstuhl an der Universität Kiel. Von 1991 bis 2009 lehrte sie als Professorin für Klassische Archäologie an der Universität Marburg. Von 1994 bis 1995 amtierte sie als Dekanin des Fachbereiches 07 und ist seit 2004 Mitglied des Senats der Universität Marburg. Von 2000 bis 2004 war Froning-Kehler zudem Fachgutachterin der Deutschen Forschungsgemeinschaft.
Sie beschäftigt sich mit antiker Plastik, der Archäologie des griechischen Theaters sowie mit Kulturanthropologie. Insbesondere tat sie sich jedoch als Fachfrau für antike Keramik hervor. So bearbeitete sie etwa einen Katalog der griechischen und italischen Vasen im Museum Folkwang in Essen. Sie bearbeitete die Terrakotten von Elis und die spätklassische und hellenistische Keramik von Pydna.
Froning-Kehler ist korrespondierendes Mitglied des Deutschen Archäologischen Instituts und Mitglied der Marburger Gelehrten-Gesellschaft.

## Schriften
- Dithyrambos und Vasenmalerei in Athen (= Beiträge zur Archäologie. Bd. 2, ISSN 0175-3762). Triltsch, Würzburg 1971 (= Dissertation Universität Würzburg 1971).
- Marmor-Schmuckreliefs mit griechischen Mythen im 1. Jh. v. Chr. Untersuchung zu Chronologie und Funktion (= Schriften zur antiken Mythologie. Bd. 5). von Zabern, Mainz 1981, ISBN 3-8053-0488-9 (= Habilitationsschrift Universität Würzburg 1979).
- mit Guntram Beckel und Erika Simon: Werke der Antike im Martin-von-Wagner-Museum der Universität Würzburg. von Zabern, Mainz 1983, ISBN 3-8053-0768-3.
- als Herausgeberin mit Tonio Hölscher und Harald Mielsch: Kotinos. Festschrift für Erika Simon. von Zabern, Mainz 1992, ISBN 3-8053-1425-6.
- mit Nina Zimmermann-Elseify: Die Terrakotten der antiken Stadt Elis. (= Philippika. Bd. 32). Harrassowitz, Wiesbaden 2010, ISBN 978-3-447-06150-6.